# The Ghost That Carried Us Away
The Ghost That Carried Us Away är Seabears fullängdsalbum, utgivet 2007.

## Låtlista
1. Good Morning Scarecrow (1:55)
2. Cat Piano (3:28)
3. Libraries (3:18)
4. Hospital Bed (4:28)
5. Hands Remember (4:04)
6. I Sing I Swim (3:39)
7. Owl Waltz (4:46)
8. Arms (2:52)
9. Sailors Blue (4:03)
10. Lost Watch (4:56)
11. Summer Bird Diamond (2:09)
12. Seashell (4:37)